# Rihter
Rihter je priimek v Sloveniji in tujini. Po podatkih Statističnega urada Republike Slovenije je na dan 1. januarja 2011 v Slovenjiji uporabljalo ta priimek 430 oseb.  

## Znani slovenski nosilci priimkaSrečko Rihter
- Andreja Rihter (*1957), muzealka in političarka
- Jernej Rihter, arheolog
- Liljana Rihter, stokovnjakinja za socilano delo, dekanja FSD
- Matej Rihter (*1976), trobentač
- Srečko Rihter, alpinist

## Znani tuji nosilci priimka
- Boris Stepanovič Rihter, sovjetski general
- Svjatoslav Teofilovič Rihter / Sviatoslav (T.) Richter (1915--1997), ruski (sovjetski) pianist